# کمال‌آباد (ایرندگان)
کمال‌آباد یک روستا در ایران است که در بخش ایرندگان شهرستان خاش واقع شده‌است.